# Cucukan
Cucukan is een bestuurslaag in het regentschap Klaten van de provincie Midden-Java, Indonesië. Cucukan telt 2041 inwoners (volkstelling 2010).